# Igreja de São Salvador na Ponte Rotto
San Salvatore a Ponte Rotto ou Igreja de São Salvador na Ponte Rotto era uma igreja de Roma, Itália, localizada no rione Trastevere, bem na extremidade trastiberina da Ponte Partida (em italiano:  Ponte Rotto). Foi demolida em 1886 e, no local, atualmente está a extremidade ocidental da Ponte Palatino. Era dedicada a Jesus Cristo Salvador.

## História
A igreja aparece pela primeira vez numa bula do papa Gregório VII (r. 1073–1085) listada entre como uma propriedade da abadia de São Paulo Extramuros. Ela seria administrada a partir do mosteiro de San Cosimato in Trastevere, vizinho. Porém, ela é muito mais antiga. O local era exatamente a extremidade ocidental da antiga Ponte Emília e, durante sua longa vida, teve vários nomes: "Sanctissimi Salvatoris in Capite Pontis Sanctae Mariae", "Pede Pontis", "de Ponte Sancta Maria" ou simplesmente "del Ponte". Ela foi registrada no Catalogo di Cencio Camerario (1192) e restaurada pelo papa Sisto IV em 1475.
Durante o pontificado do papa Alexandre VII (r. 1655–1667) foi produzido um relato sobre o estado da igreja que, entre outras informações, incluiu uma descrição feita por um padre paroquial em 1659, detalhando o quanto a umidade e a decadência haviam transformado o edifício numa ruína e destruído seus afrescos. Uma restauração foi realizada e terminada em 1660, mas, já na época, foi considerada insatisfatória. Nenhuma das sugestões de Borromini, contratado como consultor, foi realizada. Novas obras foram realizadas depois de 1698, quando a "Congregação do Santíssimo Sacramento" assumiu o edifício. Em 1700, uma nova fachada barroca foi construída e o teto ganhou uma abóbada. O arquiteto neste período foi Ludovico Gregorini.
Em 1838, a guilda dos sapateiros (Confraternita dei Santi Crispino e Crispiniano dei Calzolai Romani) assumiu a igreja depois de saírem de Santa Bonosa, nas imediações, e rededicaram a igreja aos seus padroeiros, Santos Crispino e Crispiniano. Por isso, em seus últimos anos, a igreja foi chamada de San Crispino.
Nos últimos anos do governo papal, em 1870, uma ponte suspensa de ferro foi construída sobre as ruínas da Ponte Rotto (visível em fotos antigas). Porém, as ruínas antigas não conseguiam suportar o peso e a ponte foi demolida assim que o novo governo da Itália assumiu. A igreja foi tomada e demolida em 1886 para permitir a construção dos muros da canalização do Tibre (muraglioni) e a abertura do Lungotevere Ripa. Sua posição, literalmente na beira do rio, tornou impossível a sua salvação.

## Galeria

Imagens da igreja
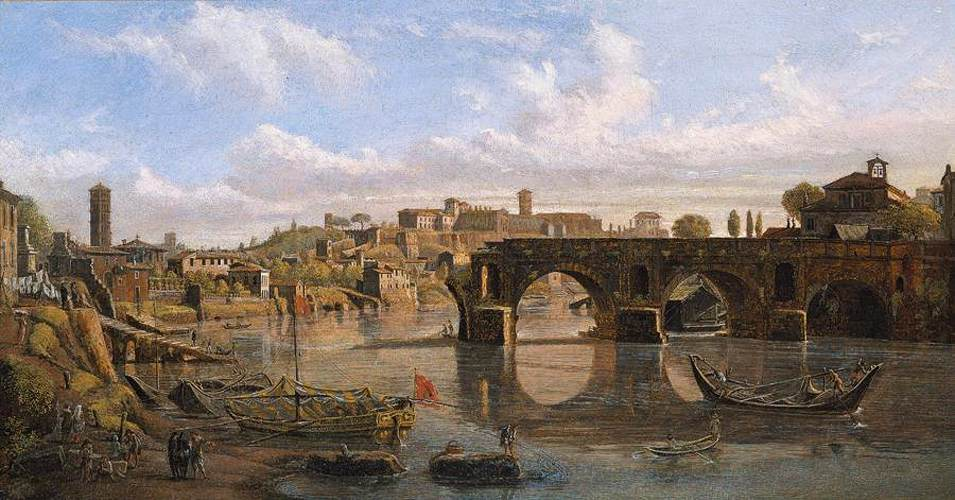
Aquarela de Caspar van Wittel (c. 1680). No fundo, a direita, San Salvatore.
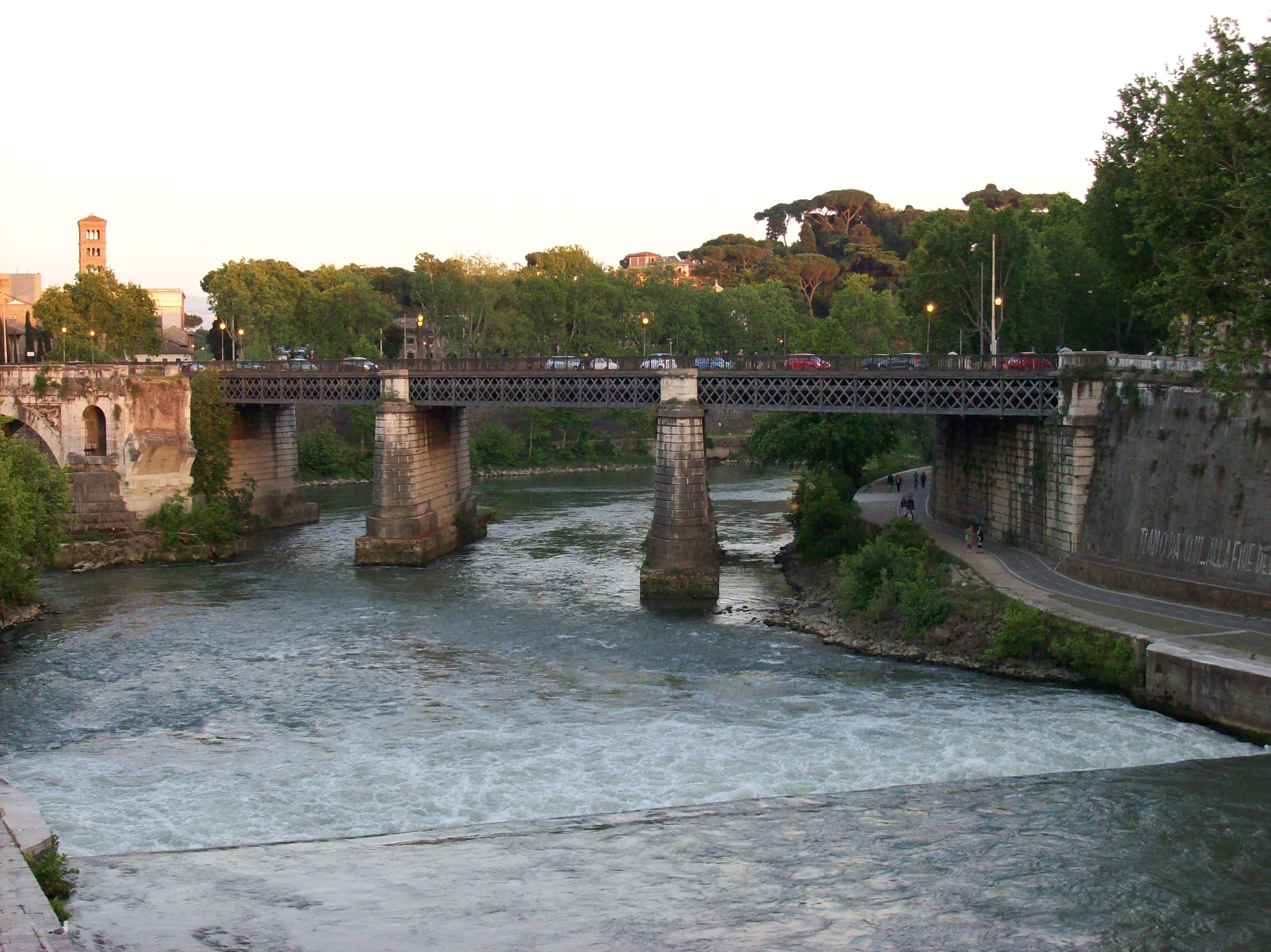
Imagem moderna da Ponte Palatino. A igreja ficava exatamente onde está a porção oeste (direita) da ponte, com parte abaixo d'água. O único arco remanescente da Ponte Partida está visível à esquerda, ao lado da nova ponte.